# Jazz Dance Orchestra
Jazz Dance Orchestra — российская музыкальная группа, основанная трубачом, композитором и аранжировщиком Вадимом Зайдиным(работал в оркестрах О.Лундстрема, Г.Гараняна, И.Бутмана, И.Кантюкова, оркестре театра Эстрады, в коллективах А.Варум, А.Руссо, Н.Баскова, и др.) в 2004 г. в Москве, специализируется на исполнении кавер-версий известных западных поп-композиций и русских народных песен в оригинальной джазовой аранжировке. Также в репертуаре группы есть несколько музыкальных программ из разноплановых авторских композиций, написанных В.Зайдиным, из собственных аранжировок на советские песни, инструментальных композиций из м/ф "Ну, погоди!" и академической музыки в джазовых аранжировках. Несколько своих песен группе подарил Осин Евгений.
Вокалистка на первых записях — Анастасия Пухликова, в 2014 году солисткой становится — Татьяна Трефилова, в 2015 году в коллектив была приглашена солистка Ирина Кононова. С 2016 года в коллективе пела Д.Лиман. С января 2022 г. её успешно заменила Ксения Косянчук. Иногда с коллективом выступают Алексей Лысенко (Голос-9, команда В.Сюткина) и Алексей "Lex" Блохин, вокалист, пианист, участник ТВ-программы "Романтика романса".
С певицей Саед-Шах, Раиса Мохабубовна в 2007 г. сделана совместная программа из её авторских песен в аранжировках Вадима Зайдина.
В 2009 г. была записана песня Вадима Зайдина "Roman Holidays", где соло на саксофоне сыграл Бутман Игорь Михайлович, вокал Алексей Секацкий - тромбонист и солист оркестра И.Бутмана в 2000-х годах.
Западно-германская группа Arabesque разрешила коллективу использовать свою песню "Midnight Dancer" в авторской аранжировке Вадима Зайдина.
С 2009 г. по 2012 г по приглашению Ивана Урганта группа участвовала в съёмках передачи Прожекторперисхилтон, было снято несколько музыкальных номеров в которых Jazz Dance Orchestra аккомпанировала ведущим и гостям передачи: И.Урганту, С.Светлакову, Г.Мартиросяну, А.Цекало, А.Розенбауму, А.Гордону, исполнявшим различные песни.
В 2012 году ансамбль выступил перед гостями «Русского дома» XXX Олимпийских игр в Лондоне с программой из русских народных песен в оригинальных джазовых аранжировках В.Зайдина, в этом же году на лейбле «United Music Group» выпущен альбом русских народных песен в джазовой обработке под названием «Русский сувенир».
Английская группа The Puppini Sisters будучи в Москве в 2013 г. приглашает Вадима Зайдина в качестве трубача на запись и съёмки их выступления на канале "Москва 24". В дальнейшем партии духовых на некоторых записях The Puppini Sisters были сделаны музыкантами Jazz Dance Orchestra.
В марте 2016 года вышел второй студийный альбом «Джазовый хоровод», содержащий русские народные песни в джазовых аранжировках, получивший положительную оценку от обозревателя портала InterMedia.
В 2018г. вышел альбом "No stress music", где были записаны песни в стиле лаундж. Этот альбом ратировался на радиостанциях "Релакс" и "Радио Джаз".
Коллектив имеет обширную программу из музыки к бальным танцам и периодически выступает на различных российских и международных бальных турнирах таких как Capital Cup, Eurasian Dance Festival, Конгресс РТС, Венский бал и др.
Дискография
- 2005 -- "Jazz Dance 30-40"
- 2007 -- "Reluctant dragon"
- 2011 — Better Than Ever
- 2012 — "Русский сувенир"
- 2013 --  All That She Wants
- 2014 — Midnight Dancer
- 2016 — «Джазовый хоровод»
- 2018 --   "No stress music"